# Manfred Steinbeißer
Manfred Steinbeißer (* 27. April 1976 in München) ist ein deutscher Volleyballtrainer.
Fünf Jahre lang arbeitete er als Landestrainer in Thüringen und später als Bundestrainer der Juniorenauswahl des Deutschen Volleyball-Verbandes. Er erlernte seine Fachkompetenz in seiner Heimatstadt München, der er heute noch sehr verbunden ist. Manfred Steinbeißer war bis zum Herbst 2007 als Bundestrainer für die U 21-Nationalmannschaft und als Stützpunkttrainer für das Zurich Team VC Olympia Berlin in der ersten Volleyball-Bundesliga tätig.
Seit dem 1. September 2007 ist er Trainer des Proficlubs Flamingo Volley in der litauischen Hauptstadt Vilnius. Man strebt nach der Qualifikation des Hauptstadtclubs für den Europapokal in der Saison 2009/10.